# Phytomyptera mediaposita
Phytomyptera mediaposita är en tvåvingeart som beskrevs av Barraclough 1985. Phytomyptera mediaposita ingår i släktet Phytomyptera och familjen parasitflugor. Inga underarter finns listade i Catalogue of Life.